# سیدی یحیی الغرب
سیدی یحیی الغرب (به فرانسوی: Sidi Yahya El Gharb) یک منطقهٔ مسکونی در مراکش است که در استان قنیطره (مراکش) واقع شده‌است.
 سیدی یحیی الغرب  ۳۱٬۷۰۵ نفر جمعیت دارد.